# دوغ بارون
دوغ بارون (بالإنجليزية: Doug Barron)‏ (25 أكتوبر 1961 بإدنبرة في المملكة المتحدة - ) هو لاعب كرة قدم بريطاني في مركز الدفاع. لعب مع سانت جونستون ونادي إيست فيف ونادي كلايدبانك ‏.